# 7014 Nietzsche
7014 Nietzsche eller 1989 GT4 är en asteroid i huvudbältet som upptäcktes den 3 april 1989 av den belgiske astronomen Eric W. Elst vid La Silla-observatoriet. Den är uppkallad efter den tyske filosofen Friedrich Nietzsche.
Asteroiden har en diameter på ungefär 5 kilometer.